# Knox (Dakota del Norte)
Knox es una ciudad ubicada en el condado de Benson en el estado estadounidense de Dakota del Norte. En el censo de 2010 tenía una población de 25 habitantes y una densidad poblacional de 19,31 personas por km².

## Geografía
Knox se encuentra ubicada en las coordenadas 48°20′39″N 99°41′28″O / 48.34417, -99.69111. Según la Oficina del Censo de los Estados Unidos, Knox tiene una superficie total de 1.29 km², de la cual 1.29 km² corresponden a tierra firme y (0%) 0 km² es agua.

## Demografía
Según el censo de 2010, había 25 personas residiendo en Knox. La densidad de población era de 19,31 hab./km². De los 25 habitantes, Knox estaba compuesto por el 100% blancos, el 0% eran afroamericanos, el 0% eran amerindios, el 0% eran asiáticos, el 0% eran isleños del Pacífico, el 0% eran de otras razas y el 0% pertenecían a dos o más razas. Del total de la población el 0% eran hispanos o latinos de cualquier raza.